# Krempachy
Krempachy, dříve také Krempach (maďarsky Bélakorompa, do roku 1899 Dunajecz-Krempach, německy Krempach) je obec v Polsku, v Malopolském vojvodství, v okrese Nowy Targ, v gmině Nowy Targ. Krempachy jsou jednou ze 14 obcí na polské Spiši. V obci se hovoří spišským nářečím.
V blízkosti Krempach je přírodní rezervace Soutěska řeky Biela voda (polsky Rezerwat przyrody Przełom Białki pod Krempachami).

## Historie
Název obce je německého původu (Krummbach). Obec byla založena pravděpodobně ve 14. století rodem Berzeviczy. První písemná zmínka o obci pochází z roku 1439. Obec patřila k panství Niedzica. Do roku 1918 byla obec součástí Uherska, poté součástí první československé republiky. Od roku 1920 do roku 1939 byla součástí druhé polské republiky. V letech 1939 až 1945 byla součástí Slovenska.